# Iveco Massif
Der Iveco Massif war ein Geländewagen des Nutzfahrzeugherstellers Iveco, einer Tochter von Fiat S.p.A. bzw. Fiat Industrial.

## Übersicht
Der Massif war der Nachfolger des Santana PS-10, einem in Spanien von Santana Motor in Lizenz produzierten Land Rover Defender, für den Iveco bereits die Motoren und Antriebsstränge lieferte. Die Karosserieform des Massif hatte Giorgetto Giugiaro gestaltet.
Der Massif wurde mit zwei 3-Liter-Motoren angeboten, die es auch im Iveco Daily gab, ein Saugmotor mit 110 kW (150 PS) und ein Turbomotor mit 129 kW (175 PS). Der Turbolader hatte verstellbare Turbinenleitschaufeln. Beide Motoren erfüllten die Euro-IV-Abgasnorm. Das Fahrzeug war nur mit Schaltgetriebe und zuschaltbarem Allradantrieb verfügbar. Ein Sperrdifferential für die Hinterachse war ebenfalls erhältlich.
Es gab den Massif mit geschlossenem  drei- oder fünftürigem Aufbau, als Pick-up und als „Chassis-Cab“, darüber hinaus noch mit verschiedenen Aufbauten für Militär, Rettungsdienste etc.
2011 endete die Produktion.

## Technische Daten
| Modell                       | 3.0                   | 3.0                   |
| Zylinderzahl                 | 4                     | 4                     |
| Hubraum (cm³)                | 2998                  | 2998                  |
| Max. Leistung (kW/PS)        | 107/146 bei 3500      | 130/176 bei 3500      |
| Max. Drehmoment (Nm)         | 350 bei 1400          | 400 bei 1250          |
| Höchstgeschwindigkeit (km/h) | 158                   | 158                   |
| Getriebe (Serienmäßig)       | 6 Gang-Schaltgetriebe | 6 Gang-Schaltgetriebe |

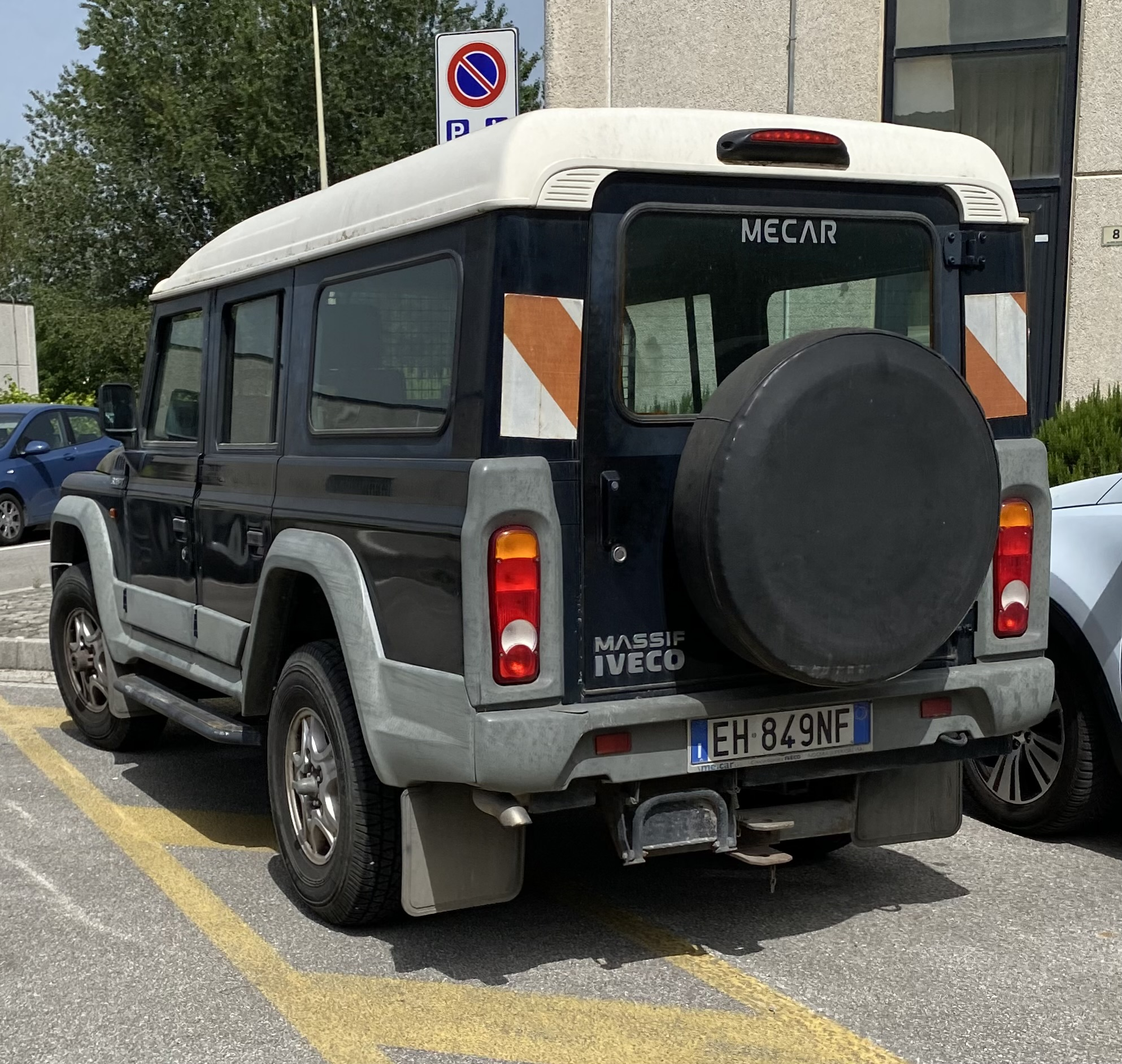
Heckansicht Fünftürer
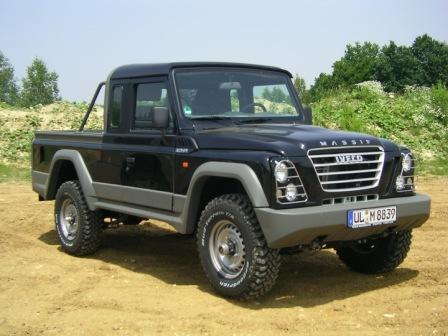
Iveco Massif Pick-up
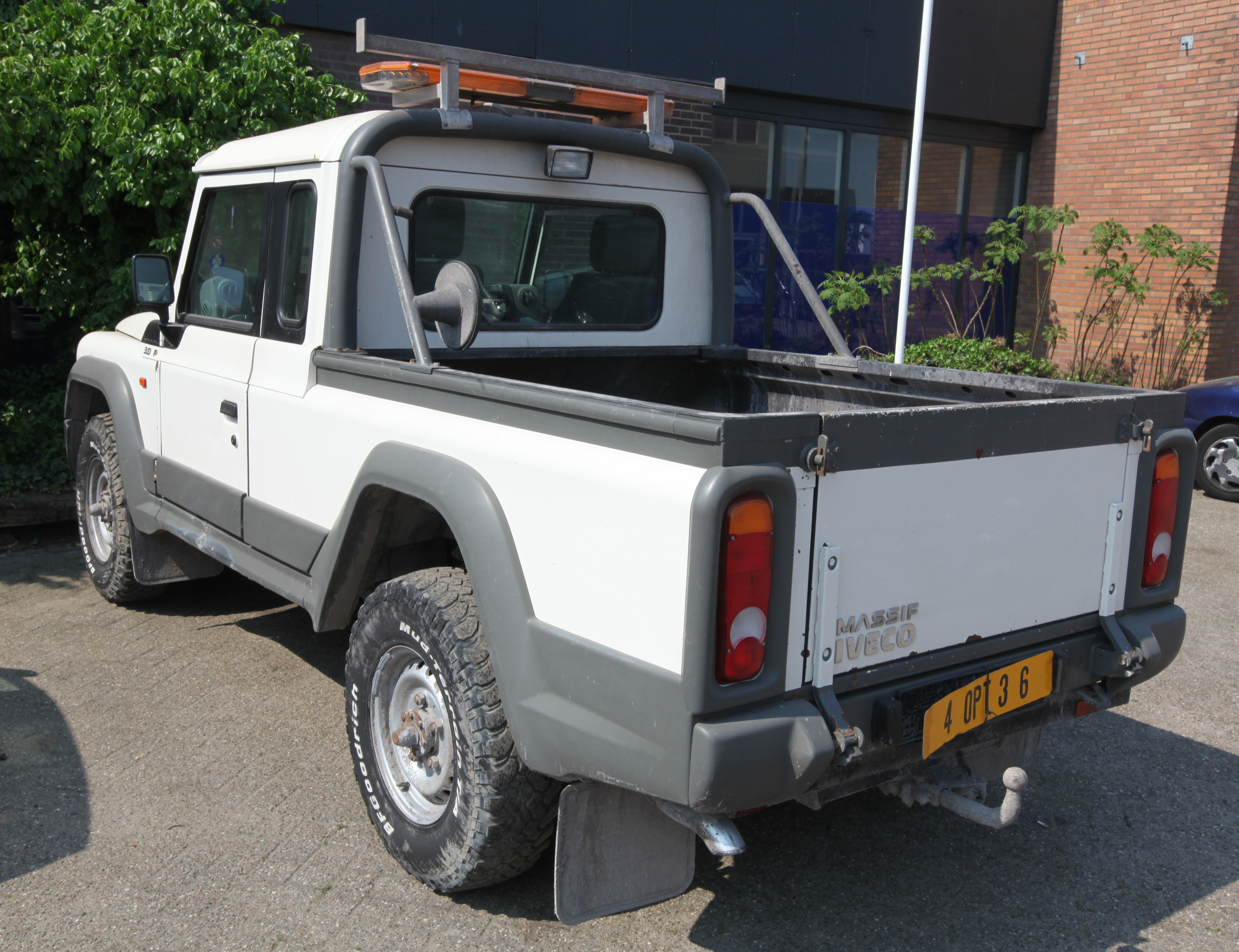
Heckansicht